# 窦武
窦武（？—168年），字游平，右扶风平陵（今陕西咸阳西北）人。东汉末外戚及大臣，與劉淑、陳蕃合稱為「三君」，窦融的玄孙。因企圖政變誅除宦官，兵敗自殺。

## 生平

### 長女入宮
汉桓帝延熹八年（165年），竇武长女窦妙被立为皇，遂从郎中迁越骑校尉，封槐里侯，轄五千戶。次年（165年），又拜城门校尉。在位期間提拔許多名士，清身嫉惡；家中衣食也僅足需要，不加矯飾。後來羌族入寇，穀物歉收。竇武將皇太后和皇帝的賞賜，全數交予太學生，濟施貧民。

### 黨錮之禍
永康元年（167年），党锢为司隶校尉李膺、太仆杜密上书抨擊朝政，李杜幸得赦免。同年冬，桓帝崩，窦武拜大将军，封闻喜侯；兒子竇機封渭陽侯；姪兒竇紹封鄠侯，遷步兵校尉；竇紹的弟弟封靖西鄉侯，為侍中，監羽林左騎，与太傅陈蕃共同管理朝政。
竇武掌權後，一直很想翦除朝廷中的宦官勢力，太傅陈蕃也一直有此想法，時常與竇武談論。有一次竇武與陳蕃在朝堂上相會，陳蕃告訴竇武：「中常侍曹節、王甫等人，從先帝時期便操弄國政，使百姓不得安寧，今天如果不將他誅殺，以後等他們力量強大起來，再來行事就難了。」竇武相當認同陳蕃的說法，用尹勋为尚书令，刘瑜为侍中，冯述为屯骑校尉。後又進用之前被罷黜的前司隸李膺、太僕杜密、宗正刘猛、陳寔等人。又請前越巂太守荀翌擔任中郎。當時全國天下的名士知道竇武大舉進用賢才，無不希望能盡一己之力，為國效勞。《續漢志》中提到，當時京城有童謠道：「游平賣印自有評，不避賢豪及大姓。」
167年5月（農曆），發生日食，陳蕃告訴竇武：「以前有一個宦官石顯做了錯事，御史大夫蕭望之將他關了起來。後來元帝時，石顯任中書令，詆毀蕭望之，令其自殺。但你看看最近黨錮之禍禍及的人數，這些宦官已經比石顯可惡幾十倍了！我雖然八十歲了，仍希望為將軍您除害。今天可以藉口發生日食，斥罷宦官。另外趙嬈（漢靈帝的乳母）和女尚書們也時常迷惑太后，也需要儘早斥退他們。」竇武告訴太后：「以前，黃門、常侍僅能處理內務，管理門戶。今天你把權力交給他們，使他們收結黨羽，蠻橫專權。天下如今不得安寧，就是因為這一夥人，最好全數殺光，以清朝廷。」太后說：「宦官制度從以前就有了，有罪的當然要殺，但是可以完全廢掉嗎？」當時竇武立刻先殺掉中常侍管霸和蘇康等人，又打算再殺曹节。太后相當猶豫不捨，因此遲遲未作決斷。
8月，金星（太白）從西方升起。劉瑜善於觀測天象，上書太后碩此天象代表姦人在側，要小心提防。建寧元年（168年），竇武策謀除宦官。但宦官朱瑀得知消息，偷看竇武的奏章，大罵；「犯錯的宦官，殺之有理。但我們又沒犯錯，為什麼要殺我們？」於是大呼：「陳蕃、竇武要太后廢帝，此為大逆！」於是和長樂從官史共普、張亮等十七名較健壯的宦官，歃血共謀誅殺竇武。曹節聽到聲音驚醒，挾持靈帝至御德陽前殿，乳母趙嬈等擁衛左右，關閉宮門。曹節以刀脅迫尚書官作詔書。拜王甫為黃門令。收捕尹勛、山冰等人。山冰懷疑這並不是皇帝的詔書，不肯受詔，於是被殺。宦官們接著脅持太后，奪璽書。宦官做假詔想要逮捕竇武，竇武不接受，逃到步兵營，與竇紹一同殺了使者。召會北軍五校士數千人屯都亭下，告訴軍士：「黃門常侍謀反，盡力者封侯重賞。 」
於是此時宦官又以少府周靖行車騎將軍，與護匈奴中郎將張奐率五營士討伐竇武。张奂以为窦武果然造反，故参与讨伐。王甫調度虎賁、羽林、廄騶、都候、劍戟士，合千餘人，與張奐會合。王甫的軍力逐漸壯盛，於是便對竇武的軍隊勸降：「竇武謀反，你們這些禁軍，應該保衛宮室才對，怎麼可以跟著叛徒作亂？先降有賞！」於是竇武的軍隊逐漸歸降。竇武、竇紹見狀，趕緊逃跑，後來被各路軍隊包圍，兩人自殺。

## 后事
後來竇武被梟首示眾，劉瑜、馮述、竇武、陳蕃等人的宗親、賓客、姻屬，如长乐少府李膺、沛相荀昱、名士杜密等百余人遭逮捕殺害。竇武只有妻子免死，流放比景，竇太后則被迁居雲台幽禁。當時沒有人敢為竇武殮屍，僅有窦武府掾桂阳胡腾獨自殯斂行喪，結果也被禁錮。
议郎曹操上书称窦武等正直而被陷害，奸邪满朝，贤路闭塞，言辞甚切，灵帝不能用。
窦武的孙子窦辅时年才二岁，被胡腾及令史南阳张敞（太尉张温弟）带到零陵界，诈称已死。胡腾养窦辅为己子，为其婚娶。窦辅后举桂阳孝廉，建安中被荆州牧刘表辟为从事，恢复窦姓。刘表死后，荆州为曹操所得，窦辅和宗人迁于邺城。后随曹操征马超，被流矢射杀。

## 軼事
竇武的侄兒竇紹是虎賁中郎將，但個性奢侈。竇武屢勸不聽，上書皇帝要求剝奪竇紹的官位，又說自己沒有做好教導的責任，應該先受罰，從此竇紹更加注意自己的行為規範。

## 家族
- 高祖：窦融
- 父：竇奉
- 子：竇機
- 孫：竇輔
- 長女：竇妙
- 姪子：竇紹

| 東漢三君 | 劉淑 · 窦武 · 陈蕃 |

## 延伸阅读
[在维基数据编辑]
 《後漢書/卷69》，出自范晔《後漢書》